# إكسترا إي إيه-230
إكسترا إي إيه-230 (بالإنجليزية: Extra EA-230) هي طائرة بهلوانية، أحادية السطح، وذات مقعد واحد. أنتجت في ألمانيا. من صناعة إكسترا للطائرات. كان أول طيران لها في 14 يوليو 1983. ومازالت في الخدمة حتى الآن.